# كرم المعصرة
كرم المعصرة (بالإنجليزية: Karm ma'asara)‏، قرية سورية تتبع ناحية مزيرعة من منطقة الحفة في محافظة اللاذقية (غرب).
| الديانة = مرشدية

## الجغرافيا
تقع قرية كرم المعصرة على 45 كم شرق مدينة اللاذقية، وتتبع إداريا لناحية المزيرعة، ترتفع 800 متر عن سطح البحر، ويحدها من الشرق جبل الشعرة، ومحافظة حماة، ومن الجنوب قرية القرير، وناحية جوبة برغال، ومن الشمال بلدة صلنفة. تتميز بغاباتها الصنوبرية وتشبه صلنفة لحد كبير، وإطلالة جميلة على الساحل السوري. ويوجد فيها نبعي الدلب والسكري الشهيرين.

## التاريخ
شهدت البلدة نشاطا بشريا قديما، يدل على ذلك الآثار الموجودة فيها من وجود بقايا جرن حجري حيث كانت البلدة تشكل مركزا لعصر العنب وتصنيع النبيذ. ويوجد بها آثار فينيقية وكهوف صخرية أشهرها كهف المصيص.

### أصل التسمية
المعصرة هي مكان العصر، جمعها معاصر، وهي ما يعصر بها العمب ونحوه.

## النشاط البشري
تشتهر البلدة بكونها مركزا سياحيا هاما نظرا لطبيعتها الجميلة وغابات الصنوبر فيها، وتشتهر بزراعة الزيتون والعنب والتبغ، ويوجد فيها معمل لصناعة السجاد، وهي قرية مخدمة جيدا بالبنى التحتية، وتمتاز بكثرة سكانها الوافدين من مختلف المحافظات السورية، ومنازلها التي تأخذ شكل فيلات ومتباعدة عن بعضها. ويوجد في القرية ثماني مدارس ومركز صحي.